# Hemiberlesia caricis
Hemiberlesia caricis är en insektsart som först beskrevs av Gómez-menor Ortega 1954.  Hemiberlesia caricis ingår i släktet Hemiberlesia och familjen pansarsköldlöss.
Artens utbredningsområde är Spanien. Inga underarter finns listade i Catalogue of Life.